# Біхарія (Біхор)
Бігарія (рум. Biharia) — село у повіті Бігор в Румунії. Адміністративний центр комуни Бігарія.
Село розташоване на відстані 442 км на північний захід від Бухареста, 8 км на північ від Ораді, 133 км на захід від Клуж-Напоки.

## Населення
За даними перепису населення 2002 року у селі проживали 3184 особи.
Національний склад населення села:
| Національність | Кількість осіб | Відсоток |
| -------------- | -------------- | -------- |
| угорці         | 2754           | 86,5%    |
| румуни         | 367            | 11,5%    |
| цигани         | 53             | 1,7%     |
| німці          | 5              | 0,2%     |

Рідною мовою назвали:
| Мова      | Кількість осіб | Відсоток |
| --------- | -------------- | -------- |
| угорська  | 2813           | 88,3%    |
| румунська | 354            | 11,1%    |
| циганська | 11             | 0,3%     |